# Chuối Lady Finger
Chuối Lady Finger (còn gọi là chuối đường, chuối sung, chuối chà là) là giống chuối lưỡng bội có nguồn gốc từ Malaysia hoặc Indonesia, thuộc phân nhóm Sucrier của nhóm giống chuối AA. Chuối Lady Finger là giống chuối AA được trồng rộng rãi nhất và là một trong những loại chuối địa phương được ưa chuộng nhất trên thế giới. Quả chuối có hình dạng giống ngón tay, vỏ mỏng, vị ngọt ngào.

## Phân loại
Chuối Lady Finger là một giống lưỡng bội của loài chuối hoang dã Musa acuminata, thuộc phân nhóm Sucrier của nhóm giống chuối AA. Chúng từng được xếp vào nhóm Sucrier trong hệ thống phân loại cũ. Ngoài ra, 'Lady ('s) Finger' còn được dùng để đặt tên cho vài giống chuối thuộc 3 dòng vô tính riêng biệt nhau là AA, AB và AAB; chẳng hạn như 'Ney Poovan' trong phân nhóm cùng tên (bộ gen AB), 'Pome', 'Pacovan' và 'Pacha Nadan' trong 'phân nhóm Pome' (bộ gen AAB).
Danh pháp chính thức của giống chuối này là Musa (Nhóm AA) 'Lady Finger'.
Danh pháp đồng nghĩa gồm có:
- Musa acuminata Colla (AA Group) 'Lady's Finger'
- Musa acuminata Colla (AA Group) 'Sucrier'
- Musa acuminata Colla (Sucrier Group) 'Lady's Finger'
- Musa × paradisiaca L. 'Lady Finger'
- Musa × paradisiaca L. cultigroup Sucrier 'Doigt de Femme'
- Musa × paradisiaca L. cultigroup Saccharinus 'Lady's Finger'
- Musa × paradisiaca L. cultigroup Saccharinus 'Dedo de Dama'
- Musa acuminata Colla non L. (Sucrier Group) 'Datil'
- Musa acuminata Colla non L. (Sucrier Group) 'Niño'
- Musa acuminata Colla non L. (Sucrier Group) 'Bocadillo'

## Tên thường gọi
Musa (Nhóm AA) 'Lady Finger' có nhiều tên thường gọi trong các ngôn ngữ khác. Sau đây là:
| Ngôn ngữ    | Tên thường gọi                                                                                        | Địa điểm                       | Tham khảo                |
| ----------- | --- | ------------------------------ | ------------------------ |
| Tây Ban Nha | Orito                                                                                                 | Ecuador                        | [ 1 ] [ 8 ]              |
| Tây Ban Nha | Dedo de Dama, Guineo niño, Manices, Datil, Nino                                                       | Mỹ Latinh                      | [ 1 ] [ 3 ] [ 6 ]        |
| Tây Ban Nha | Guineo blanco                                                                                         | Puerto Rico                    | [ 1 ] [ 3 ] [ 6 ]        |
| Tây Ban Nha | Cambur Titiaro, Bocadillo                                                                             | Colombia                       | [ 1 ] [ 3 ] [ 6 ]        |
| Tây Ban Nha | Cambur Titiaro                                                                                        | Venezuela                      | [ 1 ] [ 3 ] [ 6 ]        |
| Pháp        | Banane-figue, Banane mignonne, Banane doigt de dame, Banane naine, Banana ficaire, Bananier "Sucrier" |                                | [ 1 ] [ 3 ]              |
| Pháp        | Banane figue sucrée, Figue sucrée, Fig sucré                                                          | Tây Ấn                         | [ 1 ] [ 3 ]              |
| Miến Điện   | Segale nget pyaw (or Sagale nget pyaw)                                                                | Myanmar                        | [ 1 ] [ 3 ]              |
| Bồ Đào Nha  | Banana ouro, Banana-figo, Banana dedo-de-dama, Banana anã                                             | Brazil                         | [ 1 ] [ 3 ]              |
| Hindi       | Surya kadali                                                                                          | Ấn Độ                          | [ 1 ] [ 3 ]              |
| Hindi       | Parika                                                                                                | Guyana                         | [ 1 ]                    |
| Pohnpei     | Kudud                                                                                                 | Pohnpei (Liên bang Micronesia) | [ 1 ]                    |
| Anh         | Lady Finger banana                                                                                    | Hawai'i                        | [ 1 ]                    |
| Anh         | Nino banana                                                                                           | Florida                        | [ 1 ]                    |
| Anh         | Fig banana, Date banana, Finger banana, Sugar banana                                                  |                                | [ 3 ]                    |
| Đan Mạch    | Sukkerbanan, Figenbanan                                                                               |                                | [ 3 ]                    |
| Hà Lan      | Bananenvijg, Bananevijg.                                                                              |                                | [ 3 ]                    |
| Đức         | Zuckerbanane, Kleine Westindische Banane                                                              |                                | [ 3 ]                    |
| Ý           | Banana d’oro, Banana fico, Banana nana                                                                |                                | [ 3 ]                    |
| Indonesia   | Biu mas                                                                                               | Bali (Indonesia)               | [ 3 ]                    |
| Indonesia   | Amasan, Pisang mas, Pisang emas                                                                       | Indonesia                      | [ 1 ] [ 3 ] [ 9 ] [ 10 ] |
| Mã Lai      | Pisang mas, Pisang mas besar, Pisang mas Kampung.                                                     | Malaysia                       | [ 1 ] [ 3 ] [ 9 ] [ 10 ] |
| Tagalog     | Amas, Caramelo, Kamoros                                                                               | Philippines                    | [ 1 ] [ 3 ] [ 9 ] [ 10 ] |
| Thái        | Kluai khai, Klue kai (กล้วยไข่)                                                                         | Thái Lan                       | [ 1 ] [ 3 ] [ 9 ] [ 10 ] |
| Việt        | Chuoi trung                                                                                           | Việt Nam                       | [ 1 ] [ 3 ] [ 9 ] [ 10 ] |